# Borboropactus
Borboropactus Simon, 1884 è un genere di ragni appartenente alla famiglia Thomisidae.

## Distribuzione
Le sedici specie note di questo genere sono diffuse in Africa subsahariana, Asia meridionale, Asia orientale e sudorientale; due specie, la B. bituberculatus e la B. cinerascens sono state reperite anche in Nuova Guinea

## Tassonomia
Per questo genere fu istituita la famiglia Borboropactidae in un lavoro dell'aracnologo Wunderlich (2004m); ipotesi respinta successivamente da due lavori: Benjamin et al. 2008 e Benjamin, 2011.
Non sono stati esaminati esemplari di questo genere dal 2014.
A giugno 2014, si compone di 16 specie ed una sottospecie:
- Borboropactus asper (O. P.-Cambridge, 1884) — Sri Lanka
- Borboropactus australis (Lawrence, 1937) — Sudafrica
- Borboropactus biprocessus Tang, Yin & Peng, 201 — Cina
- Borboropactus bituberculatus Simon, 1884 — Arcipelago delle Molucche, Nuova Guinea, Cina
- Borboropactus brevidens Tang & Li, 2010 — Cina
- Borboropactus cinerascens (Doleschall, 1859) — Giava, Sumatra, Nuova Guinea, Malesia, Filippine
  - Borboropactus cinerascens sumatrae (Strand, 1907) — Sumatra
- Borboropactus edentatus Tang & Li, 2010 — Cina
- Borboropactus elephantus (Tikader, 1966) — India
- Borboropactus javanicola (Strand, 1913) — Giava
- Borboropactus jiangyong Yin et al., 2004 — Cina
- Borboropactus longidens Tang & Li, 2010 — Cina
- Borboropactus noditarsis (Simon, 1903) — Africa occidentale
- Borboropactus nyerere Benjamin, 2011 — Tanzania
- Borboropactus silvicola (Lawrence, 1938) — Sudafrica
- Borboropactus squalidus Simon, 1884[2] — Africa occidentale e orientale
- Borboropactus vulcanicus (Doleschall, 1859) — Giava